# Радивој Шајтинац
Радивој Шајтинац (Зрењанин, 1. март 1949 — 24. март 2025) био је српски књижевник.

## Биографија
У родном граду завршава основну школу и гимназију. Године 1968. уписује Филолошки факултет Универзитета у Београду, групу за Општу књижевност са теоријом. Након четири године враћа се у Зрењанин и запошљава у Дому омладине као уредник културно-уметничког програма. Потом прелази у Центар за културу на истоимено радно место а затим у Градску библиотеку “Жарко Зрењанин” где постаје уредник издавачког сектора и часописа „Улазница“. Године 1978, по изградњи и формирању новог Дома младости, враћа у ту институцију на радно место главног и одговорног уредника програма, на којој је све до 1990. године када одлази у инвалидску пензију.
У периоду од 1995. године до 2005. године по други пут обавља дужност главног уредника часописа за књижевност и културу „Улазница“.
Скоро 45 година бавио се књижевним радом. Писао је поезију, прозу, књижевну и ликовну критику, бавио се драматургијом и превођењем с руског и енглеског језика. 
Превођен на енглески, руски, немачки, шпански, мађарски, фински, француски, словачки, пољски, словеначки, турски и македонски језик.
Био је члан Друштва књижевника Војводине и Српског књижевног друштва. Од јануара 2015. године такође је био члан  Српског ПЕН Центра.
Био је ожењен Мирјаном Шајтинац, глумицом Народног позоришта „Тоша Јовановић”. Отац је књижевника Угљеше и драматурга Људмиле.

## Награде
- Награда листа „Младост”, за песму „ Пролог за завичај” 1969.[3]
- Награда „Печат вароши сремскокарловачке”, за песму „Одавнело казивање”, 1971.
- Награда за текст на Југословенском фестивалу „Омладина”, 1981.
- Октобарска награда града Зрењанина, 1991.[3]
- Награда „Карољ Сирмаи”, за књигу приповедне прозе Банатска читанка, 1992.
- Награда „Сирмијумски Сатир”, за песму Банатско откачење, 1995.
- Награда „Стеван Пешић”, за роман Чеховија, 1997.
- Награда „Милутин Ускоковић”, за приповетку Безгласно зачеће, 2000.
- Награда Друштва књижевника Војводине за књигу године, за књигу поезије Лед и млеко, 2004.
- Награда „Димитрије Митриновић”, за роман Причица, 2006.
- Награда „Теодор Павловић”, за књигу прича Дилинкуца, 2013.
- Награда „Тодор Манојловић”, за 2019.[4]
- Награда „Ђура Јакшић”, за књигу поезије Авети атара, 2021.
- Награда „Васко Попа”, за књигу поезије Авети атара, 2021.
- Награда „Милан Ненадић”, 2023.[5]

## Дела

### Књиге песама[2]
- Оружје људски рањено, Улазница, Зрењанин, 1970.
- Шуми се враћају прагови, Центар за културу, Зрењанин, 1974.
- Даровно путовање, Матица српска, Нови Сад, 1978.
- Панглосов извештај, Просвета, Београд, 1982.
- Сузе у лунапарку, Братство-јединство (Светови ), Нови Сад, 1987.
- Оченаш на Тајмс-скверу, Четврти талас (В. Деспотов), Нови Сад,1991.
- Оловни долов, Градска библиотека Зрењанин, Зрењанин, 1995.
- Лед и млеко, Народна књига, Београд, 2003.
- Пси верса, Народна књига, Београд, 2005.
- Кањишка монотипија (двојезично издање на српском и мађарском), Кањижа, 2007.
- Стара кантина, Адреса, Нови Сад, 2011.
- Северни изговор, Повеља, Краљево, 2011.
- Зло цвећа, Браничево, Пожаревац, 2013.
- Ди ?, Библиотека Бранко Радичевић, Житиште, 2014.
- Псећа суза, Дерета, Београд, 2014.
- Микеланђелов помоћник, Геопоетика, Београд, 2023.[6]

### Књиге прозе[2]
- Банатска читанка (три издања), Зрењанин 1991, Зрењанин 2005, Панчево 2008,
- Мој бегејски део света, Градска библиотека Зрењанин, Зрењанин, 1994.
- Бајке о грму, Иро РАД, Београд, 1995.
- Чеховија, Просвета, Београд, 1996,
- Вез у ваздуху, Просвета, Београд,1998.
- Жртве бидермајера, Геопоетика, Београд, 2000.
- Сибилски гласови, Геопоетика, Београд, 2001.
- Нада станује на крају града (са Угљешом Шајтинцем, СКЦ, Београд, 2002.
- Водено дете, Гопоетика, Београд, 2004.
- Причица, Дерета, Београд, 2005.
- Кинеско двориште, Дневник, Нови Сад, 2006.
- Лyрик-клиник, Геопоетика, Београд, 2009.
- Дилинкуца - кратке фришке банатске бајке (са Људмилом Шајтинац), Библиотека Бранко Радичевић, Житиште, 2012.

### Књиге есеја[2]
- Демогоргон, Градска библиотека Жарко Зрењанин, Зрењанин,1990.
- Хотел Чарнојевић, Матица српска, Нови Сад, 1989.
- Хајка на Актеона, Градска библиотека Жарко Зрењанин, Зрењанин,1997.

### Изведене драме
- Цвеће и смрт старог Луке, Народно позориште „Тоша Јовановић“, Зрењанин;
- Банатикон, Народно позориште „Тоша Јовановић“, Зрењанин;
- Банатикон, опет, Народно позориште „Тоша Јовановић“, Зрењанин,
- Дечак и звезда, представа за децу, Народно позориште „Тоша Јовановић“, Зрењанин,
- Љупчетови снови, представа за децу, Народно позориште „Тоша Јовановић“, Зрењанин,
- Фала Богу и ја сам се разболело, монодрама, независна продукција и Камерна сцена позоришта „Тоша Јовановић“, Зрењанин,
- Стева Светликов, монодрама, Народно позориште Кикинда,
- Атлантска веза, радио-драма, Драмска редакција Радио Новог Сада,